# Martin Hájek (podnikatel)
Martin Hájek (* 5. února 1980, Praha) je český internetový podnikatel, investor a filantrop. V roce 2006 založil společně s Jiřím Marešem společnost Livesport, která je dnes globálním lídrem v oblasti rychlého sportovního výsledkového servisu s více než 100 miliony uživatelů.
Podle žebříčku časopisu Forbes patří Hájek dlouhodobě mezi 30 nejbohatších Čechů. Jako investor vstoupil do přepravní firmy Liftago a podílel se na vzniku online divadelní platformy Dramox. V rámci společnosti Livesport investoval i do nákupu firmy Pragosport, která obchoduje se sportovními televizními právy, do vzniku agregačních obsahových platforem FlashNews a FlashSport a od Petra Vachlera odkoupil videozábavní portál Kinobox.
Hájek se výrazně angažuje v dobročinných aktivitách. Podporuje například Nadační fond nezávislé žurnalistiky, informační centrum o vzdělávání EDUin, iniciativu Rekonstrukce státu, projekt Krok domů.